# IBM PC-сумісний комп'ютер
IBM PC-сумісний комп'ютер (англ. IBM PC-compatible) — комп'ютер, архітектурно близький до IBM PC, XT і AT і спроможний запускати їх програмне забезпечення. У зв'язку із поширенням великої кількості таких комп'ютерів, стосовно них часто використовується ширший термін «персональний комп'ютер» або скорочено ПК (від англ. Personal Computer, PC).

## Архітектура
IBM PC-сумісні комп'ютери побудовані на базі мікропроцесорів, сумісних із 8086. Як правило, клони дотримуються оригінальних адрес ряду пристроїв, таких як COM (RS-232) і LPT-порт.
Для IBM PC-сумісних десктопів характерна розширюваність — різні пристрої можна підключити через шини розширення (ISA, PCI, AGP та ін.). Процесор і оперативна пам'ять практично завжди є змінними.